# Cassique vert
Psarocolius viridis
Espèce
Répartition géographique
Statut de conservation UICN

 LC  : Préoccupation mineure
Le Cassique vert (Psarocolius viridis) est une espèce d'oiseaux de la famille des ictéridés.

## Distribution
Généralement peu commun, quoiqu'il puisse l'être localement, le Cassique vert se retrouve dans le nord de l’Amérique du Sud à l’est des Andes.  Plus précisément, son aire de répartition couvre le nord du Brésil, La Guyane française, le Suriname, la République coopérative du Guyana, la moitié sud du Venezuela, le sud-est de la Colombie, l’est de l’Équateur et le nord-est du Pérou.  L’espèce ne migre pas, quoique son abondance puisse varier au cours de l’année, probablement due à la fluctuation de la disponibilité des fruits.

## Habitat
Le Cassique vert est une espèce exclusivement forestière de la terra firme.  Il se tient généralement dans la canopée en évitant les établissements humains et les secteurs déboisés.

## Nidification
Le Cassique vert niche en colonie d’environ 5 à 10 nids, disposés à proximité l’un de l’autre dans un secteur du même arbre.  Le nid, tissé avec des fibres végétales, forme un panier allongé suspendu et peut mesurer jusqu’à 1 mètre de long.  L’arbre sélectionné pour la nidification a généralement une strate intermédiaire dégagée, souvent parce qu’il s’agit d’un arbre de grande taille parvenue à maturité.  Au Brésil, seulement l’amarante (Peltogyne spp.) est choisi pour la nidification, probablement à cause du tronc lisse et glissant qui rend difficile l'ascension par d’éventuels prédateurs.  L’arbre de nidification peut être réutilisé plusieurs années de suite.  La femelle seule incube les œufs et nourrit les jeunes.  Le nid du Cassique vert est fréquemment parasité par le Vacher géant.

## Comportement
Le Cassique vert s’observe le plus fréquemment près des colonies pendant la nidification.  On l’observe aussi au vol au-dessus de la forêt ou au-dessus des ouvertures forestières tôt le matin ou tard en après-midi.  Un seul mâle est généralement présent à la colonie et défend son rang contre les autres mâles.  Il passe le plus clair de son temps à proximité de la colonie, paradant et criant au sommet des arbres.